# ジャコウウシ
ジャコウウシ（麝香牛、Ovibos moschatus）は、ウシ科ジャコウウシ属に分類される偶蹄類。現生種では本種のみでジャコウウシ属を構成する。

## 分布
カナダ北部、デンマーク（グリーンランド）に自然分布。
アメリカ合衆国（アラスカ州）、ノルウェー（スヴァールバル諸島）などへ移入。

## 形態
体長オス201-246センチメートル、メス194-201センチメートル。肩高110-150センチメートル、メス123センチメートル。体重オス263-650キログラム、メス280-295キログラム。体型は頑丈。全身は長く硬い上毛と、柔らかい下毛で被われる。
雌雄共に基部から下方へ向かい、先端が外側上方へ向かう角がある。眼窩が突出する。涙骨には窪みがある個体とない個体がいる。吻端の体毛で被われない板状の皮膚（鼻鏡）は小型で三角形。眼下部に臭腺（眼下腺）がある。中手骨や中足骨は短く幅広い。主蹄は短いうえに幅広く、先端が尖る。主蹄の内縁は直線的だが、外縁が半円形や三角形。踵の接地面は硬い皮膚（蹄球）で覆われる。左右の蹄が繋ぐ皮膚膜が非常に分厚く、皮膚膜前部は長い体毛で被われる。側蹄は大型。
オスは角基部が幅広い。オスの老齢個体は背面に黄褐色や淡黄色の明色斑が鞍状に入る。乳頭の数は4個（まれに2個）。

## 分類
ギュンツ氷期（約700,000年前）のヨーロッパに出現し、北アメリカ大陸には約400,000年前に侵入したと考えられている。
亜種の有効性を疑問視する説もあり、亜種を認めない説もある。
- Ovibos moschatus mackenzianus　　セイブランドジャコウウシ
- Ovibos moschatus melivillensis　　メルビルジャコウウシ
- Ovibos moschatus moschatus　(Zimmermann, 1780)　トウブジャコウウシ
- Ovibos moschatus niphoecus　　ハドソンワンジャコウウシ
- Ovibos moschatus wardi　　グリーンランドジャコウウシ

## 生態
夏季はツンドラ内の水辺、湿原に生息する。冬季になると積雪の少ない斜面などへ移動する。メスと幼獣からなる3-100頭の群れを形成して生活し、夏季には分散して小規模な群れを冬季になると大規模な群れを形成する。オスは単独もしくはオスのみで小規模な群れを形成し生活する。オス同士は突進して角を突き合わせて激しく争う。突進の際、速度は時速60kmに達する。天敵のオオカミに襲われたり強風で寒さが厳しい時には成獣が外側へ向かって円陣を組み、その中に幼獣を入れて守る。
食性は植物食で、草、木の葉（カバノキ、ヤナギ）などを食べる。
繁殖形態は胎生。8月に交尾を行い、妊娠期間は8か月。オスは繁殖期に興奮すると眼下腺から匂いのある分泌液を出し、この行動が名前の由来と考えられている。4-5月に1回に1頭の幼獣を産む。

## 人間との関係
ユーラシア大陸北部にも分布していたが、乱獲により約3,000年前に絶滅した。
外毛の下にある産毛は「キヴィアック」（QIVIUK）と呼ばれ、高級・高価・希少である。カナダ政府によって年間の捕獲量が制限されている。